# Мариян Наков
Мариян Наков е български волейболист, диагонал, състезател на тима от волейболната Efbet Супер Лига на България ВК Пирин (Разлог).

## Биография
Наков израства във Велинград, където завършва своето средно образование в местното СОУ „Св. св. Кирил и Методий“. Като дете започва да тренира във волейболен клуб „Велинград волей“, под ръководството на Димитър Санкев. Преминава през всички възрастови групи, като отличното му представяне като юноша ст. възраст води до преминаването му в друг клуб. През 2012 година заминава за Габрово, за да учи в СОУ „Отец Паисий“ Габрово, и да се състезава в тима на „КВК Габрово“. С клуба играе в българската волейболна Супер лига.
От 2017 година играе за ВК Звездец (Горна Малина) в група „А“ на Висшата волейболна лига.
През 2018 година започва да учи в НСА.
От 2019 г. е част от ВК Сливнишки герой (Сливница)
През 2021 година стана Шампион на Висшата волейболна лига с тима на ВК Сливнишки герой.
През сезон 2021/2022 се състезава с тима на ВК Сливнишки герой в ЕФБЕТ Висшата лига на България. 
През сезон 2022/2023 е състезател на ВК Добруджа 07 (Добрич), с който участва в ЕФБЕТ Супер Волей. 
През втория полусезон преминава във ВК Нефтохимик 2010 (Бургас), с който става шампион след финална серия с Хебър (Пазарджик), завършила 3:2 успеха за бургазлии. Наков имаше решаваща роля  със сервиса си за успеха на момчетата на Атанас Петров в плейофите. 
Отличните му изяви му осигуриха трансфер в Пирин (Разлог) за 2023/2024, където продължава и до днес. 